# Ligne de Berthelming à Sarreguemines
La ligne de Berthelming à Sarreguemines est une ligne de chemin de fer française de la Moselle et du Bas-Rhin. Elle relie les gares de Berthelming, sur la ligne de Réding à Metz-Ville, et de Sarreguemines en passant par Sarre-Union.
Elle constitue la ligne no 168 000 du réseau ferré national.
Dans l'ancienne nomenclature de la région Est de la SNCF, la section de Berthelming à Sarralbe était numérotée « ligne 13.4 » et désignée en tant que « Ligne Sarreguemines – Sarrebourg (via Kalhausen) » tandis que la section de Sarralbe à Sarreguemines était numérotée « ligne 13 » et désignée en tant que section de la « Ligne Nancy - Sarreguemines (via Hambach) ».

## Histoire
La section de ligne de Berthelming à la limite du département du Bas-Rhin (Niederstinzel), partie d'un itinéraire de Sarreguemines à Sarrebourg, est concédée par le conseil général de la Meurthe à la Société belge de chemins de fer par un traité signé le 19 octobre 1867. Ce traité est approuvé et la ligne est déclarée d'utilité publique, à titre d'intérêt local, par un décret impérial le 11 octobre 1868.
La section de ligne de la limite du département de la Moselle (Sarralbe) à la limite du département de la Meurthe (Niederstinzel), partie du même itinéraire de Sarreguemines à Sarrebourg, est concédée par le conseil général du Bas-Rhin à la Société belge de chemins de fer par un traité signé le 18 septembre 1867. Ce traité est approuvé et la ligne est déclarée d'utilité publique, à titre d'intérêt local, par un décret impérial le 11 octobre 1868.
La section de ligne de Sarreguemines à Sarralbe, toujours partie l'itinéraire précité de Sarreguemines à Sarrebourg, est concédée par le conseil général de Moselle à la Société belge de chemins de fer par un traité signé le 16 avril 1868. Ce traité est approuvé et la ligne est déclarée d'utilité publique, à titre d'intérêt local, par un décret impérial le 30 janvier 1869. La concession est reprise par la Société anonyme des chemins de fer de Lorraine.
Les travaux débutent au printemps 1869 mais sont stoppés par la Guerre franco-allemande de 1870.
La ligne reliant Sarrebourg à Sarreguemines via Berthelming et Sarre-Union est finalement mise en service le 1er novembre 1872 par la Direction générale impériale des chemins de fer d'Alsace-Lorraine (EL),.
Lors de son ouverture en 1872, la ligne était à voie unique. En 1877, la section Berthelming - Sarralbe est mise à double voie. Elle a par la suite été remise à voie unique.

### Vers la fermeture de la ligne
La section Hambach - Sarreguemines a été déclassée le 31 août 1989 puis déposée. Les trains à destination de Sarreguemines doivent rejoindre la ligne de Kalhausen à Sarralbe en gare de Sarralbe, puis la ligne de Mommenheim à Sarreguemines en gare de Kalhausen.
En 1991, la liaison entre Sarrebourg et Sarreguemines via Sarre-Union constitue la relation n°18 du réseau TER Lorraine.
En 1998, on dénombre quatre allers et cinq retours entre Sarrebourg et Sarreguemines.
Depuis le 1er mars 2000, la section de Berthelming à Sarre-Union est inexploitée. Des autocars relient la gare de Sarrebourg à la gare de Sarre-Union, mais des trains express régionaux ont continué à circuler entre Sarreguemines et Sarre-Union jusqu'en 2018.
La réouverture au trafic fret de la section Berthelming - Sarre-Union, comme itinéraire de délestage, a été envisagée en juin 2002 sans que cela ne se concrétise.
En 2009, il est question d'un projet de vélorail pour la section inexploitée entre Berthelming et Sarre-Union. Le projet de vélorail est finalement abandonné au profit d'une piste cyclable qui serait réalisée après dépose de la voie,.
Le 26 juillet 2017, la section comprise entre les points kilométriques (PK) 28,150 (non loin de la gare de Sarralbe) et 33,440 (à Hambach) est officiellement fermée, par décision du conseil d'administration de SNCF Réseau.
Le 16 janvier 2018, la section de Berthelming à Sarre-Union (entre les points kilométriques −0,335 et 17,870) est officiellement fermée, par décision du conseil d'administration de SNCF Réseau.
En 2017, la liaison Sarreguemines – Sarre-Union a représenté 50 993 voyages, soit une baisse de 41 % par rapport à 2016. Le manque d'entretien de la voie et l'absence de financement pour des travaux de régénération nécessitent la mise en place d'un ralentissement à 20 km/h (soit une vitesse jugée trop faible par la région Grand Est, qui conventionne les TER) entre Sarre-Union et Sarralbe. Ainsi, la dernière section de la ligne encore exploitée pour le service voyageurs perd ses trains le 22 décembre 2018, et la desserte est donc reportée sur route,.
Une courte section, près de la gare de Sarralbe, reste utilisée par le fret jusqu'au début des années 2020, afin de desservir une installation terminale embranchée (ITE). En 2023, plus aucune ITE n'est en service dans ce secteur.
La suspension des circulations ferroviaires entre Sarreguemines et Sarre-Union est annoncée comme « temporaire » par la région Grand Est. Toutefois, plusieurs usagers craignent que la ligne soit à terme définitivement fermée. Une pétition demandant sa réouverture — éventuellement jusqu'à Berthelming et Sarrebourg — a été lancée sur Internet,.
En juillet 2019, SNCF Réseau présente une étude d'infrastructure, qui estime le coût de la remise en état de la section Sarre-Union – Kalhausen à 28 millions d'euros (1re tranche). La section Sarre-Union – Berthelming nécessiterait un investissement de 100 à 150 millions d'euros (hors de portée pour la région).
Durant le mois d'octobre 2023, entre les gares de Sarre-Union et Sarralbe, des travaux afin de supprimer certains passages à niveau notamment à Sarre-Union ou encore Keskastel.

## Description de la ligne
La ligne se sépare de la ligne de Réding à Metz-Ville en gare de Berthelming. Elle se dirige alors sur la droite et prend la direction nord-est. Elle dessert les gares de Fénétrange, Niederstinzel, Wolfskirchen, Bischtroff-sur-Sarre, Sarrewerden, Sarre-Union, Schopperten et Keskastel (ces gares sont désormais fermées). Elle arrive ensuite à Sarralbe, où elle croise la ligne de Kalhausen à Sarralbe. La ligne se poursuit vers le nord jusqu'à l'usine chimique Ineos Polymers Sarralbe. La ligne desservait également l'usine Smart d'Hambach.
La section entre Hambach et Sarreguemines est déclassée. Une voie verte a été aménagée après dépose de la voie.

## Exploitation
Seule la section de Sarre-Union à Sarralbe est encore ouverte officiellement à la circulation ferroviaire. Toutefois, en raison du mauvais état de la ligne (imposant une vitesse limitée à 20 km/h), le trafic des trains express régionaux a été suspendu, et remplacé par une substitution routière.
Ne subsistait que du trafic de fret à Sarralbe, où les trains en provenance de la ligne de Kalhausen à Sarralbe rebroussaient puis utilisaient une courte section de la ligne de Berthelming à Sarreguemines, pour atteindre l'usine chimique précitée.
Cette desserte de fret était utilisée par des engins diesel de chez CFL (Chemins de Fer Luxembourgeois) Cargo France tous les jeudis. Cette desserte était donc officiellement la dernière circulation ferroviaire sur la ligne et en gare de Sarralbe, puisque cette dernière fût définitivement stoppée au courant du mois de septembre 2022, après que l'usine chimique soit équipée d'un tronçon de pipeline pour pouvoir être ravitaillée.